# Žirje (Słowenia)
Žirje – wieś w Słowenii, w gminie Sežana. W 2018 roku liczyła 86 mieszkańców.